# 阿爾班丘陵

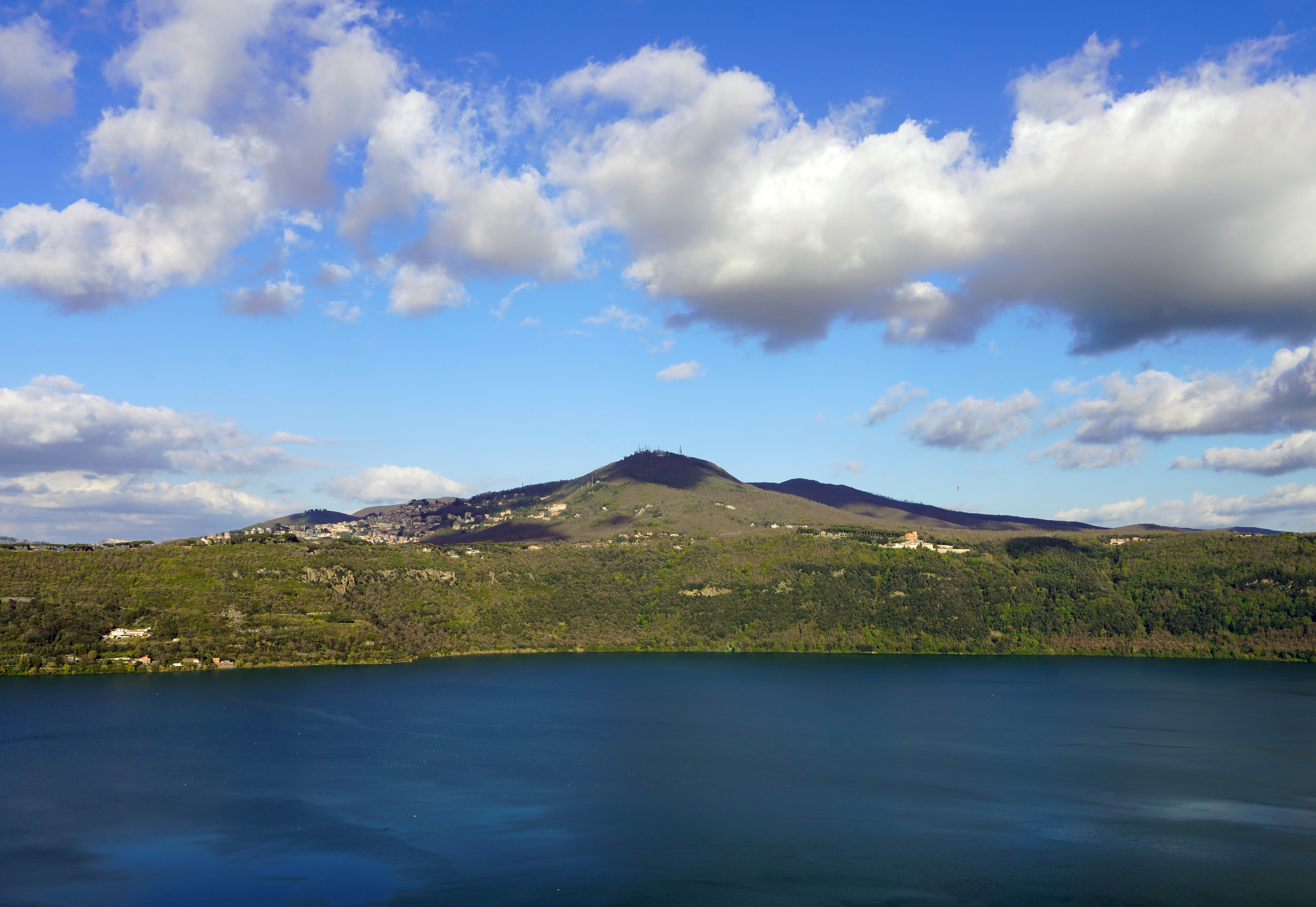

阿爾班丘陵是義大利的一個破火山口遺跡，位於羅馬東南20 km（12 mi），安濟奧以北24 km（15 mi）。在古羅馬時期，這裡是一個著名的富人度假避暑地。